# Uvaria celebica
Uvaria celebica är en kirimojaväxtart som beskrevs av Rudolph Herman Scheffer. Uvaria celebica ingår i släktet Uvaria och familjen kirimojaväxter. Inga underarter finns listade i Catalogue of Life.